# (33123) 1998 BG31
1998 BG31 (asteroide 33123) é um asteroide da cintura principal. Possui uma excentricidade de 0.16491110 e uma inclinação de 9.03815º.
Este asteroide foi descoberto no dia 26 de janeiro de 1998 por Spacewatch em Kitt Peak.